# Micropeltidaceae
Die Micropeltidaceae stellen die einzige Familie der Ordnung der Micropeltidales innerhalb der Schlauchpilze (Ascomycota).

## Merkmale
Die Arten der Micropeltidaceae sind nur als kleine, schwarze, einzeln stehende Punkte auf der Blattoberfläche erkennbar. Die Hyphen sind oberflächlich, durchscheinend und schwer zu sehen. Die Fruchtkörper sind oberflächlich, einzeln, aber meist zu mehreren, schwarz, rund und abgeflacht, halb ausgebildet und mit einer zentralen Öffnung (Ostiole). Die obere Wand ist in Wasser grünlich bis bläulich und in Kalilauge rötlich bis bräunlich und besteht aus überlappenden, netz- oder puzzleförmigen pseudoparenchymatischen Hyphen, die dicht gedrängt aber auch nur spärlich sein können und keine basale Scheibe aufweisen. Das Hamathecium, das Gewebe zwischen den Schläuchen, umfasst auch die Schläuche, die schräg zur Ostiole geneigt sind. Paraphysen können vorhanden sein. Die Schläuche (Asci) sind zweiwandig, zylindrisch bis keulig, durchscheinend und besitzen acht Sporen. Die Sporen sind in zwei Reihen angelegt und überlappen sich, sie sind zylindrisch bis beinahe keulig. Sie können unseptiert, aber auch ein- bis vielfach septiert sein und sind dann bei Reife am Septum eingeschnürt. Sie sind durchscheinend, die Kopfzelle ist größer als die anderen, die mittlere Zelle ist rund, die Schwanzzelle ist länger als die anderen. Eine Nebenfruchtform ist unbekannt.

## Lebensweise und Verbreitung
Die Micropeltidaceae leben epiphytisch auf lebenden Blättern sowohl auf der Blattoberseite als auch auf der -unterseite.

## Systematik und Taxonomie
Die Familie Micropeltidaceae wurde von Frederick Edward Clements und Cornelius Lott Shear 1931 erstbeschrieben. Sie wurde lange zu den Dothideomycetes bei unsicherer Stellung oder auch in die Ordnung der Microthyriales gestellt, die ähnliche Fruchtkörper und Lebensweise haben. Phylogenetische Studien zeigten aber 2019, dass sie zu den Lecanoromycetes gehören, zu denen sonst viele Flechtenbildner gehören. Die Ordnung der Micropeltidales wurde dann von Xian Yu Zeng, Hai Xia Wu und Kevin David Hyde beschrieben.
Zur Familie gehören folgende Gattungen:
- Anariste mit nur einer Art
- Caudella mit zwei Arten
- Cyclopeltella mit nur einer Art
- Dictyopeltella mit zwei Arten
- Haplopeltheca mit nur einer Art
- Micropeltis mit etwa 110 Arten
- Neopeltella mit nur einer Art
- Scolecopeltidium mit etwa 80 Arten
- Stomiopeltis mit 25 Arten
- Stomiopeltopsis mit zwei Arten
- Stomiotheca mit zwei Arten